# Tournoi de Tbilissi
Le Tournoi Grand Chelem de Tbilissi est une compétition de judo organisée tous les ans à Tbilissi en Géorgie par l'Union européenne de judo. Ce tournoi est un événement majeur dans le calendrier du fait de son label « Grand Chelem ».
L'édition 2020, initialement prévue du 27 au 29 mars, est annulée (chez les hommes et les femmes), en raison de la pandémie de Covid-19.

## Palmarès masculin
| Année                    | -60 kg                 | -66 kg                 | -73 kg                    | -81 kg                 | -90 kg               | -100 kg                     | +100 kg                                  |
| Grand Chelem             | Grand Chelem           | Grand Chelem           | Grand Chelem              | Grand Chelem           | Grand Chelem         | Grand Chelem                | Grand Chelem                             |
| ------------------------ | ---------------------- | ---------------------- | ------------------------- | ---------------------- | -------------------- | --------------------------- | ---------------------------------------- |
| 2024                     | Nurkanat Serikbayev    | Ivan Chernykh          | Lasha Shavdatuashvili     | Timur Arbuzov          | Lasha Bekauri        | Nikoloz Sherazadishvili     | Guram Tushishvili                        |
| 2023                     | Turan Bayramov         | Kubanychbek Aibek Uulu | Batzayaagiin Erdenebayar  | Wachid Borchashvili    | Lasha Bekauri        | Ilia Sulamanidze            | Gela Zaalishvili                         |
| 2022                     | Temur Nozadze          | Denis Vieru            | Lasha Shavdatuashvili     | Lee Joon-hwan          | Beka Gviniashvili    | Onise Saneblidze            | Gela Zaalishvili                         |
| 2021                     | Temur Nozadze          | Sardor Nurillaev       | Tsend-Ochiryn Tsogtbaatar | Sami Chouchi           | Marcus Nyman         | Shady El Nahas              | Gela Zaalishvili                         |
| Grand Prix               |                        |                        |                           |                        |                      |                             |                                          |
| 2019                     | Lukhumi Chkhvimiani    | Tal Flicker            | Guillaume Chaine          | Frank de Wit           | Iván Felipe Silva    | Kazbek Zankishiev           | Levani Matiashvili                       |
| 2018                     | Lukhumi Chkhvimiani    | Vazha Margvelashvili   | Lasha Shavdatuashvili     | Tamazi Kirakozashvili  | Rafael Macedo        | Peter Paltchik              | Guram Tushishvili                        |
| 2017                     | Lukhumi Chkhvimiani    | Lasha Giunashvili      | Giyosjon Boboev           | Victor Penalber        | Stanislav Retinskii  | Kazbek Zankishiev           | Adam Okruashvili                         |
| 2016                     | Diyorbek Urozboev      | Vazha Margvelashvili   | Nugzari Tatalashvili      | Alan Khubetsov         | Noël Van't End       | Martin Pacek                | Or Sasson                                |
| 2015                     | Sharafuddin Lutfillaev | Tumurkhuleg Davaadorj  | Rustam Orujov             | Alan Khubetsov         | Beka Gviniashvili    | Elmar Gasimov               | Levani Matiashvili                       |
| 2014                     | Orkhan Safarov         | Nijat Shikhalizada     | Nugzari tatalashvili      | Avtandil Tchrikishvili | Zviad Gogotchuri     | Artem Bloshenko             | Adam Okruashvili                         |
| European Open            |                        |                        |                           |                        |                      |                             |                                          |
| Année                    | -60 kg                 | -66 kg                 | -73 kg                    | -81 kg                 | -90 kg               | -100 kg                     | +100 kg                                  |
| 2013                     | Shinji Kido            | Dzmitry Shershan       | Sagi Muki                 | Tural Safguliyev       | Shekhmad Magomedov   | Or Sasson                   | Adam Okruashvili                         |
| World Cup                |                        |                        |                           |                        |                      |                             |                                          |
| Année                    | -60 kg                 | -66 kg                 | -73 kg                    | -81 kg                 | -90 kg               | -100 kg                     | +100 kg                                  |
| 2012                     | Betkil Shukvani        | Lasha Shavdatuashvili  | Nugzar Tatalashvili       | Avtandil Tchrikishvili | Varlam Liparteliani  | Dimitri Peters              | Adam Okruashvili                         |
| 2011                     | Ilgar Mushkiyev        | Sergey Lim             | Ambako Avaliani           | Avtandil Tchrikishvili | Vadym Synyavsky      | Askhab Kostoev              | Alexander Mikhailin                      |
| 2010                     | David Asumbani         | Shalva Kardava         | Murat Kodzokov            | Levan Tsiklauri        | Mindia Bodaveli      | Magomed Magomedov I         | Masaru Momose                            |
| 2009                     | Amiran Papinashvili    | Dmitry Kletskov        | Volodymyr Soroka          | Masahiko Tomouchi      | Varlam Liparteliani  | Tagir Khaibulaev            | Adam Okruashvili                         |
| 2008                     | James Millar           | Zaza Kedelashvili      | Aliaksandr Stsiashenka    | Sirazhudin Magomedov   | Zurab Zviadauri      | Levan Zhorzholiani          | Yohei Takai (en)                         |
| 2007                     | Hiroaki Hiraoka        | Zaza Kedelashvili      | Masato Inazawa            | Grigori Mamrikishvili  | Yuta Yazaki          | Levan Zhorzholiani          | Zviadi Khanjaliashvili                   |
| 2006                     | Dimitri Dragin         | Hiroyuki Akimoto       | Masahiro Takamatsu        | Grigori Mamrikishvili  | Irakli Tsirekidze    | Takamasa Anai               | Yohei Takai (en)                         |
| 2005                     | Nestor Khergiani       | Zaza Kedelashvili      | Roman Mishura             | Grigori Mamrikishvili  | Zurab Zviadauri      | Askhab Kostoev              | Alexander Davitashvili                   |
| A-Tournament             |                        |                        |                           |                        |                      |                             |                                          |
| Année                    | -60 kg                 | -66 kg                 | -73 kg                    | -81 kg                 | -90 kg               | -100 kg                     | +100 kg                                  |
| 2004                     | Revazi Zintiridis      | Ehud Vaks              | Krzysztof Wilkomirski     | Grigori Mamrikishvili  | Gerhard Dempf        | Movlud Miraliyev            | Alexander Davitashvili                   |
| 2003                     | Nestor Khergiani       | David Margoshvili      | David Bodaveli            | Ryuichi Murata         | Zurab Zviadauri      | Ariel Zeevi                 | Zviadi Khanjaliashvili                   |
| 2002                     | Yacine Douma           | Giorgi Revazishvili    | David Kevkishvili         | Boris Tadumadze        | Zurab Zviadauri      | Iveri Jikurauli             | Alexander Davitashvili                   |
| International Tournament |                        |                        |                           |                        |                      |                             |                                          |
| Année                    | -60 kg                 | -66 kg                 | -73 kg                    | -81 kg                 | -90 kg               | -100 kg                     | +100 kg                                  |
| 2000                     | Lasha Sardanashvili    | David Margoshvili      | Archil Chokheli           | André Allard           | David Bozouklian     | Iveri Jikurauli             | Ramaz Chochishvili                       |
| 1999                     | Lasha Sardanashvili    | Gela Chiaberashvili    | Elkhan Rajabli            | Nikoloz Bibilashvili   | George Gugava        | Iveri Jikurauli             | Ramaz Chochishvili                       |
| 1998                     | Tatsuaki Egusa         | Giorgi Revazishvili    | Davit Nadaraia            | Mekhman Azizov         | George Gugava        | Iveri Jikurauli             | Alexander Davitashvili                   |
| International Tournament |                        |                        |                           |                        |                      |                             |                                          |
| Année                    | -60 kg                 | -65 kg                 | -71 kg                    | -78 kg                 | -86 kg               | -95 kg                      | +95 kg                                   |
| 1997                     | Yulduz Sultanov        | Giorgi Revazishvili    | Masashi Nitta             | Dzhamal Gasanov        | Georgi Tsmindashvili | Iveri Jikurauli             | Tamerlan Tmenov                          |
| 1993                     | A. Tsikoridze          | Giorgi Vazagashvili    | Malkhaz Avazneli          | Soso Liparteliani      | Z. Sherezadishvili   | Modèle:CIS-d I. Dzhalabadze | Zaza Dabrundashvili                      |
| 1992                     | Mamuka Makhatadze      | Giorgi Vazagashvili    | Gerasime Khabuliani       | Soso Liparteliani      | David Bagauri        | Modèle:CIS-d I. Dzhalabadze | Levan Zhorzholiani I                     |
| 1991                     | Robert Lomtadze        | Gerasime Khabuliani    | Alexander Vlasov          | Pavel Yasenovsky       | David Bagauri        | Givi Gaurgashvili           | David Khakhaleishvili                    |
| 1990                     | Amiran Totikashvili    | Guram Modebadze        | Bato Dzhikuri             | Jason Morris           | Pascal Tayot         | Andrey Popov                | David Khakhaleishvili Avtandil Gubeladze |
| 1989                     | Igor Zhuchkov          | Guram Modebadze        | Vladimir Dgebuadze        | Engur Gogichashvili    | Vitaly Pesnyak       | Vadim Voinov                | Sergey Kosorotov                         |

## Palmarès féminin
| Année                    | -48 kg                  | -52 kg              | -57 kg                | -63 kg                      | -70 kg             | -78 kg             | +78 kg           |
| Grand Chelem             | Grand Chelem            | Grand Chelem        | Grand Chelem          | Grand Chelem                | Grand Chelem       | Grand Chelem       | Grand Chelem     |
| ------------------------ | ----------------------- | ------------------- | --------------------- | --------------------------- | ------------------ | ------------------ | ---------------- |
| 2024                     | Hyekyeong Lee           | Ariane Toro         | Eteri Liparteliani    | Catherine Beauchemin-Pinard | Barbara Matić      | Yulia Kurchenko    | Renée Lucht      |
| 2023                     | Milica Nikolić          | Diyora Keldiyorova  | Marica Perišić        | Lucy Renshall               | Elisavet Teltsidou | Anna-Maria Wagner  | Raz Hershko      |
| 2022                     | Mélanie Clément         | Distria Krasniqi    | Huh Mi-mi             | Inbal Shemesh               | Sanne van Dijke    | Anna-Maria Wagner  | Julia Tolofua    |
| 2021                     | Urantsetseg Munkhbat    | Odette Giuffrida    | Nora Gjakova          | Catherine Beauchemin-Pinard | Maria Portela      | Natascha Ausma     | Shiyan Xu        |
| Grand Prix               |                         |                     |                       |                             |                    |                    |                  |
| 2019                     | Mélanie Clément         | Odette Giuffrida    | Nora Gjakova          | Sanne Vermeer               | Barbara Timo       | Loriana Kuka       | Julia Tolofua    |
| 2018                     | Maruša Štangar          | Amandine Buchard    | Theresa Stoll         | Clarisse Agbegnenou         | Marie-Eve Gahié    | Audrey Tcheuméo    | Romane Dicko     |
| 2017                     | Stefannie Arissa Koyama | Amandine Buchard    | Irina Zabludina       | Magdalena Krssakova         | Maria Portela      | Anastasiya Turchyn | Maryna Slutskaya |
| 2016                     | Monica Ungureanu        | Odette Giuffrida    | Rafaela Silva         | Kathrin Unterwurzacher      | Kim Polling        | Marhinde Verkerk   | Kayra Sayit      |
| 2015                     | Maryna Cherniak         | Jaana Sundberg      | Dorjsürengiin Sumiyaa | Tina Trstenjak              | Szaundra Diedrich  | Kayla Harrison     | Yu Song          |
| 2014                     | Natalia Kondratieva     | Gili Cohen          | Irina Zabludina       | Edwige Gwend                | Barbara Matic      | Assunta Galeone    | Gülşah Kocatürk  |
| International Tournament |                         |                     |                       |                             |                    |                    |                  |
| Année                    | -48 kg                  | -52 kg              | -57 kg                | -63 kg                      | -70 kg             | -78 kg             | +78 kg           |
| 2000                     |                         | Deniz Aktas         | Sevda Apaydin         | Nino Miruashvili            |                    |                    |                  |
| 1999                     |                         | Kifayat Gasimova    |                       |                             | Varvara Massyagina |                    |                  |
| 1998                     |                         | Matanat Suleimanova | I. Zguladze           | Cheryle Peel                | Karen Powell       |                    |                  |